# يوسي بيلين
يوسف (يوسي) بيلن (بالعبرية: יוסף (יוסי) ביילין) ولد في (12/6/1948) أحد كبار رجال الدولة في إسرائيل، شغل عدة مناصب وزارية وقيادية في الحكومة الإسرائيلية وفي الكنيست. وكان جزءاً كبيراً من حياته السياسية في حزب العمل الإسرائيلي. وشغل أيضًا منصب رئيس ميرتس - حزب سياسي يساري- ، وبعد تقاعده من الحياة السياسية أسس Beilink ، وهي شركة استشارات الأعمال، يكتب حالياً عدة مقالات في عدة صحف إسرائيلية منها هآرتس وإسرائيل هيوم. عمل ايضاً أستاذاً في جامعة تل أبيب.
في عام 1995، تحت إدارة رئيس الوزراء إسحاق رابين، عُيّن وزيراً للاقتصاد والتخطيط. خلال هذه الفترة، صاغ مع محمود عباس (أبو مازن)، «تفاهمات بيلين–أبو مازن» كأساس محتمل لتسوية نهائية بين إسرائيل ودولة فلسطينية. لم يتم التوقيع على هذه التفاهمات، ولكنها كانت بمثابة أساس لمبادرات الأخرى. بعد اغتيال إسحاق رابين، خدم بيلين في حكومة شمعون بيريز وزيرًا في مكتب رئيس الوزراء.

## مواقع خارجية
- يوسي بيلين على موقع IMDb (الإنجليزية)
- يوسي بيلين على موقع مونزينجر (الألمانية)
- صفحته على موقع الكنيست